# Huerto (kommunhuvudort)
Huerto är en kommunhuvudort i Spanien.   Den ligger i provinsen Provincia de Huesca och regionen Aragonien, i den nordöstra delen av landet, 300 km nordost om huvudstaden Madrid. Huerto ligger 374 meter över havet och antalet invånare är 257.
Terrängen runt Huerto är platt, och sluttar söderut. Runt Huerto är det glesbefolkat, med 12 invånare per kvadratkilometer. Närmaste större samhälle är Sariñena, 15,6 km söder om Huerto. Trakten runt Huerto består till största delen av jordbruksmark.